# Thomas M. Norwood

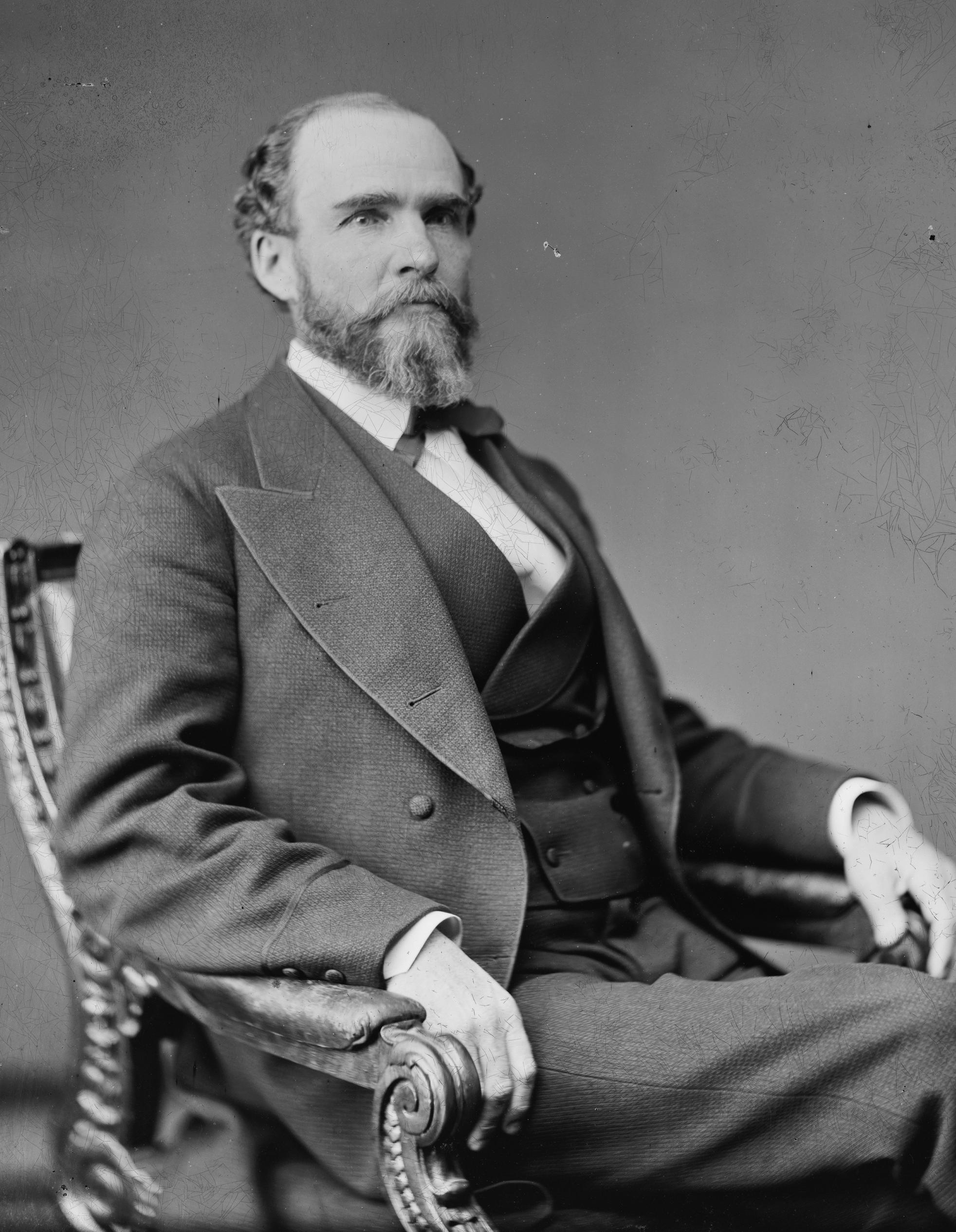
Thomas Manson Norwood

Thomas Manson Norwood (* 26. April 1830 im Talbot County, Georgia; † 19. Juni 1913 bei Savannah, Georgia) war ein US-amerikanischer Politiker (Demokratische Partei), der den Staat Georgia in beiden Kammern des US-Kongresses vertrat.
Nach seiner Schulausbildung schrieb sich Thomas Norwood am Emory College ein, wo er 1850 graduierte. Nach erfolgreichem Jura-Studium wurde er 1852 in die Anwaltskammer aufgenommen und arbeitete fortan in einer Kanzlei in Savannah.
Bereits ab 1851 gehörte er dem Repräsentantenhaus von Georgia an, wo er bis 1862 verblieb. Im Jahr 1868 vertrat Norwood die Demokratische Partei im Electoral College, das jedoch nicht den in Georgia siegreichen Horatio Seymour, sondern den Republikaner Ulysses S. Grant zum US-Präsidenten wählte.
Ab dem 14. November 1871 saß Thomas Norwood für Georgia im US-Senat. Dort verblieb er bis zum 3. März 1877, ehe er zunächst wieder als Anwalt in Savannah arbeitete. Er kehrte als Mitglied des Repräsentantenhauses am 4. März 1885 in den Kongress zurück; nach einer Wiederwahl endete seine Amtszeit dort am 3. März 1889.
Damit war Norwoods politische Laufbahn beendet. Er wurde 1896 zum Richter am Stadtgericht von Savannah ernannt und ging nach zwölf Jahren auf diesem Posten in den Ruhestand. Im Juni 1913 starb Thomas Norwood auf seinem Landsitz Hancock Hall in der Nähe von Savannah.